# ダン・アボット
リアンダー・フランクリン・アボット（Leander Franklin "Dan" Abbott, 1862年3月16日 - 1930年2月13日）は、アメリカ合衆国のオハイオ州出身のプロ野球選手（投手）。右投右打。愛称は"Big Dan"。

## 経歴
10代の半ばで本格的に野球を始めたアボットは、草野球チームでの活躍が評価され、1889年にマイナーリーグ入りする。
そしてマイナーで優秀な成績を残し、翌1890年にはトレド・マウミーズ（Toledo Maumees）へと昇格。しかし3試合の登板で2敗を喫し、防御率も6.23という芳しくない数字に終わっている。一方で、ピッチャーながら打撃では三塁打1本、1打点、1盗塁という数字も残している。
続く1891年、アボットは再びマイナーリーグでプレイすることになった。1年間で3チームを渡り歩いたが、メジャーからお呼びがかかることはなく、この年が現役最後の年となった。
現役引退後は鍛冶屋として生計を立てていたが、1917年7月に妻が死去してからは心臓の発作に苦しめられるようになり、義父や姪の下で過ごすことになった。
そして1930年、67歳で死亡。ウェストン・セメタリー（Weston Cemetery）で妻の隣に埋葬された。

## 人物
プロ入り前には製材所で働いていたこともあり、この頃の肉体労働によって、後に"Big"と称される立派な体躯を得た。
妻とは1891年1月8日に結婚した。

### 愛称"Dan"について
本名は"Leander Farnklin Abbott"であるが、後世には"Dan Abbott"として知られており、前述のように、"Big Dan"というニックネームまで授かっている。
しかし、どのような経緯で"Dan"と呼ばれるようになったのかはよく分かっていない。
家族の中や、1890年頃の地方紙では、"Lan"または"Lann"と呼ばれていたが、彼の死を伝える記事では"Dan"の名が用いられていた。

## 詳細情報

### 年度別投手成績
| 年 度    | 球 団    | 登 板 | 先 発 | 完 投 | 完 封 | 無 四 球 | 勝 利 | 敗 戦 | セ 丨 ブ | ホ 丨 ル ド | 勝 率 | 打 者 | 投 球 回 | 被 安 打 | 被 本 塁 打 | 与 四 球 | 敬 遠 | 与 死 球 | 奪 三 振 | 暴 投 | ボ 丨 ク | 失 点 | 自 責 点 | 防 御 率 | W H I P |
| -------- | -------- | ----- | ----- | ----- | ----- | -------- | ----- | ----- | -------- | ----------- | ----- | ----- | -------- | -------- | ----------- | -------- | ----- | -------- | -------- | ----- | -------- | ----- | -------- | -------- | ------- |
| 1890     | TOL      | 3     | 1     | 1     | 0     | -        | 0     | 2     | 1        | -           | .000  | 0     | 13.0     | 19       | 0           | 8        | -     | 0        | 1        | 0     | 0        | 14    | 9        | 6.23     | 2.08    |
| MLB：1年 | MLB：1年 | 3     | 1     | 1     | 0     | 0        | 0     | 2     | 1        | 0           | .000  | 0     | 13.0     | 19       | 0           | 8        | 0     | 0        | 1        | 0     | 0        | 14    | 9        | 6.23     | 2.08    |

- 「-」は公式記録なし